# Olympische Winterspiele 2022/Bob – Zweierbob (Frauen)
Das Rennen im Zweierbob der Frauen bei den Olympischen Winterspielen 2022 wurde am 18. Februar (Lauf 1 und 2) und am 19. Februar (Lauf 3 und 4) im Yanqing National Sliding Center ausgetragen.
Olympiasiegerinnen wurden Laura Nolte und Deborah Levi, die in den ersten drei Läufen jeweils die beste Laufzeit aufstellen konnten. Die amtierende Olympiasiegerin Mariama Jamanka, die mit Alexandra Burghardt startete gewann die Silbermedaille. Elana Meyers Taylor aus den Vereinigten Staaten holte mit ihrer Anschieberin Sylvia Hoffman Bronze. Auf Rang vier landete der dritte deutsche Bob von Pilotin Kim Kalicki. Kalicki war mit Anschieberin Lisa Buckwitz, die 2018 mit Jamanka Olympiasiegerin wurde, gestartet.

## Verlauf
Die Siegerehrung fand im Anschluss an den vierten Lauf im Zielbereich der Bahn statt. Die Medaillen überreichte der Italiener Ivo Ferriani als Mitglied des Internationalen Olympischen Komitees. Begleitet wurde er dabei von Heike Größwang aus Deutschland, Generalsekretärin der IBSF. Diese übergab die Blumen an die Medaillengewinnerinnen. Danach wurde die Deutsche Nationalhymne zu Ehren der Siegerinnen gespielt.

## Rekorde
| Bahnrekord  | Laura Nolte Deborah Levi           | 1:01,04 min | Lauf 1 | 18. Februar |
| Bahnrekord  | Laura Nolte Deborah Levi           | 1:01,01 min | Lauf 2 | 18. Februar |
| Bahnrekord  | Laura Nolte Deborah Levi           | 1:00,70 min | Lauf 3 | 19. Februar |
| Startrekord | Elana Meyers Taylor Sylvia Hoffman | 05,33 s     | Lauf 1 | 18. Februar |
| Startrekord | Elana Meyers Taylor Sylvia Hoffman | 05,30 s     | Lauf 3 | 19. Februar |

## Ergebnisse
| Rang | #  | Athletinnen                             | Nation             | Lauf 1     | Lauf 1 | Lauf 2     | Lauf 2 | Lauf 3     | Lauf 3 | Lauf 4     | Lauf 4 | Gesamt     | Gesamt |
| Rang | #  | Athletinnen                             | Nation             | Zeit (min) | Rang   | Zeit (min) | Rang   | Zeit (min) | Rang   | Zeit (min) | Rang   | Zeit (min) | Δ (s)  |
| ---- | -- | --------------------------------------- | ------------------ | ---------- | ------ | ---------- | ------ | ---------- | ------ | ---------- | ------ | ---------- | ------ |
| 1    | 4  | Laura Nolte Deborah Levi                | Deutschland        | 1:01,04    | 1      | 1:01,01    | 1      | 1:00,70    | 1      | 1:01,21    | 2      | 4:03,96    | –      |
| 2    | 9  | Mariama Jamanka Alexandra Burghardt     | Deutschland        | 1:01,10    | 2      | 1:01,45    | 2      | 1:00,98    | 2      | 1:01,20    | 1      | 4:04,73    | +0,77  |
| 3    | 8  | Elana Meyers Taylor Sylvia Hoffman      | Vereinigte Staaten | 1:01,26    | 3      | 1:01,53    | 3      | 1:01,13    | 3      | 1:01,56    | 3      | 4:05,48    | +1,52  |
| 4    | 5  | Kim Kalicki Lisa Buckwitz               | Deutschland        | 1:01,61    | 6      | 1:01,78    | 5      | 1:01,30    | 4      | 1:01,59    | 5      | 4:06,28    | +2,32  |
| 5    | 6  | Christine de Bruin Kristen Bujnowski    | Kanada             | 1:01,45    | 5      | 1:01,76    | 4      | 1:01,43    | 5      | 1:01,73    | 6      | 4:06,37    | +2,41  |
| 6    | 11 | Melanie Hasler Nadja Pasternack         | Schweiz            | 1:01,65    | 7      | 1:01.85    | 6      | 1:01,77    | 7      | 1:01,56    | 3      | 4:06,83    | +2,87  |
| 7    | 7  | Kaillie Humphries Kaysha Love           | Vereinigte Staaten | 1:01,41    | 4      | 1:01,97    | 9      | 1:01,75    | 6      | 1:01,91    | 8      | 4:07,04    | +3,08  |
| 8    | 13 | Cynthia Appiah Dawn Richardson Wilson   | Kanada             | 1:01,75    | 8      | 1:01,89    | 7      | 1:01,95    | 10     | 1:01,93    | 9      | 4:07,52    | +3,56  |
| 9    | 10 | Nadeschda Sergejewa Julija Belomestnych | ROC                | 1:02,04    | 16     | 1:01,90    | 8      | 1:02,34    | 18     | 1:01,83    | 7      | 4:08,11    | +4,15  |
| 10   | 16 | Katrin Beierl Jennifer Onasanya         | Österreich         | 1:01,91    | 13     | 1:02,12    | 12     | 1:01,89    | 9      | 1:02,32    | 16     | 4:08,24    | +4,28  |
| 11   | 1  | Mingming Huai Xuan Wang                 | China              | 1:01,88    | 11     | 1:02,17    | 14     | 1:02,11    | 12     | 1:02,10    | 12     | 4:08,26    | +4,30  |
| 12   | 12 | Melissa Lotholz Sara Villani            | Kanada             | 1:02,12    | 18     | 1:02,09    | 10     | 1:01,85    | 8      | 1:02,31    | 15     | 4:08,37    | +4,41  |
| 13   | 3  | Margot Boch Carla Sénéchal              | Frankreich         | 1:01,90    | 12     | 1:02,32    | 17     | 1:02,20    | 15     | 1:01,97    | 10     | 4:08,39    | +4,43  |
| 14   | 15 | Jiani Du Qing Ying                      | China              | 1:01,92    | 14     | 1:02,19    | 15     | 1:02,29    | 17     | 1:02,09    | 11     | 4:08,49    | +4,53  |
| 15   | 20 | An Vannieuwenhuyse Sara Aerts           | Belgien            | 1:02,08    | 17     | 1:02,12    | 12     | 1:02,11    | 12     | 1:02,27    | 14     | 4:08,58    | +4,62  |
| 16   | 19 | Breeana Walker Kiara Reddingius         | Australien         | 1:01,98    | 15     | 1:02,11    | 11     | 1:02,04    | 11     | 1:02,51    | 20     | 4:08,64    | +4,68  |
| 17   | 18 | Mica McNeill Montell Douglas            | Großbritannien     | 1:02,19    | 19     | 1:02,35    | 18     | 1:02,17    | 14     | 1:02,14    | 13     | 4:08,85    | +4,89  |
| 18   | 14 | Andreea Grecu Katharina Wick            | Rumänien           | 1:01,82    | 9      | 1:02,47    | 20     | 1:02,25    | 16     | 1:02,44    | 18     | 4:08,98    | +5,02  |
| 19   | 2  | Anastassija Makarowa Jelena Mamedowa    | ROC                | 1:01,83    | 10     | 1:02,29    | 16     | 1:02,48    | 20     | 1:02,49    | 19     | 4:09,09    | +5,13  |
| 20   | 17 | Martina Fontanive Irina Strebel         | Schweiz            | 1:02,48    | 20     | 1:02,35    | 18     | 1:02,35    | 19     | 1:02,41    | 17     | 4:09,59    | +5,63  |